# Ӓ
Ӓ – litera rozszerzonej cyrylicy, wykorzystywana w językach: górnomaryjskim, kildin, selkupskim, gagauskim oraz chantyjskim.
W językach maryjskim i gagauskim reprezentuje dźwięk [æ], tj. samogłoskę prawie otwartą przednią niezaokrągloną. W języku chantyjskim odpowiada dźwiękowi [ɐ], czyli samogłosce prawie otwartej centralnej.

## Kodowanie
| Znak                   | Ӓ                                   | Ӓ                                   | ӓ                                      | ӓ                                      |
| ---------------------- | ----------------------------------- | ----------------------------------- | -------------------------------------- | -------------------------------------- |
| Nazwa w Unikodzie      | CYRILLIC CAPITAL LETTER A DIAERESIS | CYRILLIC CAPITAL LETTER A DIAERESIS | CYRILLIC SMALL LETTER A WITH DIAERESIS | CYRILLIC SMALL LETTER A WITH DIAERESIS |
| Kodowanie              | dziesiątkowo                        | szesnastkowo                        | dziesiątkowo                           | szesnastkowo                           |
| Unicode                | 1234                                | U+04D2                              | 1235                                   | U+04D3                                 |
| UTF-8                  | 211 146                             | d3 92                               | 211 147                                | d3 93                                  |
| Odwołania znakowe SGML | &#1234;                             | &#x04D2;                            | &#1235;                                | &#x04D3;                               |